# Louis-Émile Jollan
Louis-Émile Jollan de la Cour-Mortier (18 août 1790, Blain - 11 juillet 1878, Blain) est un homme politique français.

## Biographie
Fils de Pierre-Jacques Jollan, sieur de la Courmortier, maire de Blain, et de Jeanne Eulalie Varsavaux de Henlé, cousin germain de César Marie François Varsavaux et parent d'Adolphe Jollan de Clerville, il était propriétaire à Nantes et à Blain.
Conseiller municipal de Blain, il est conseiller général de la Loire-Inférieure de 1833 à 1848, élu par les cantons de Blain et de Saint-Étienne-de-Montluc.
Le 5 septembre 1840, il est élu député de la Loire-Inférieure (Savenay), en remplacement de Nicod, décédé. Il vota contre le ministère Guizot.
Réélu le 9 juillet 1842, il donne sa démission au cours de la législature, et a Ternaux-Compans pour successeur à la Chambre.
Il est doyen de la Société académique de Nantes et de Loire-Inférieure.

## Sources
- « Louis-Émile Jollan », dans Adolphe Robert et Gaston Cougny, Dictionnaire des parlementaires français, Edgar Bourloton, 1889-1891 [détail de l’édition]